# ブラックソックス事件

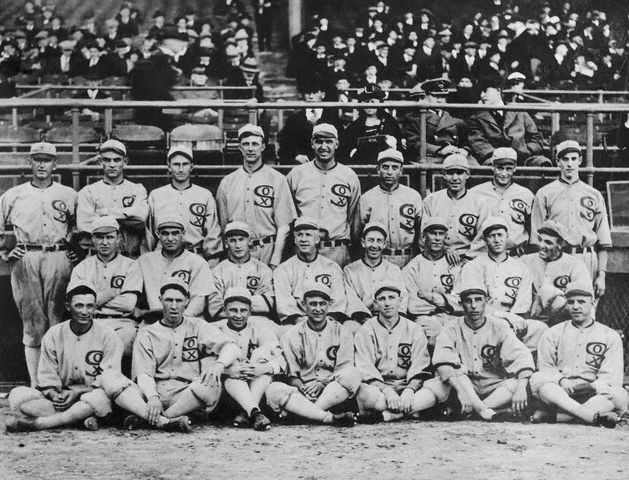
1919年シーズンのシカゴ・ホワイトソックス（1919年9月26日）

ブラックソックス事件（Black Sox Scandal）は、1919年、メジャーリーグベースボール（MLB）のワールドシリーズで発生した八百長事件。
1919年のワールドシリーズで優勢を予想されていたシカゴ・ホワイトソックスがシンシナティ・レッズに3勝5敗と敗退（当時のワールドシリーズは5勝先取制）、結局レッズが同年のシリーズを制することになった。シリーズ前から噂されていた賭博がらみの八百長疑惑が真実味を帯び、地方新聞の暴露記事がきっかけとなって事件が発覚。最終的にホワイトソックスの主力8選手が賄賂を受け取ってわざと試合に負けた容疑で刑事告訴された。

## 経緯

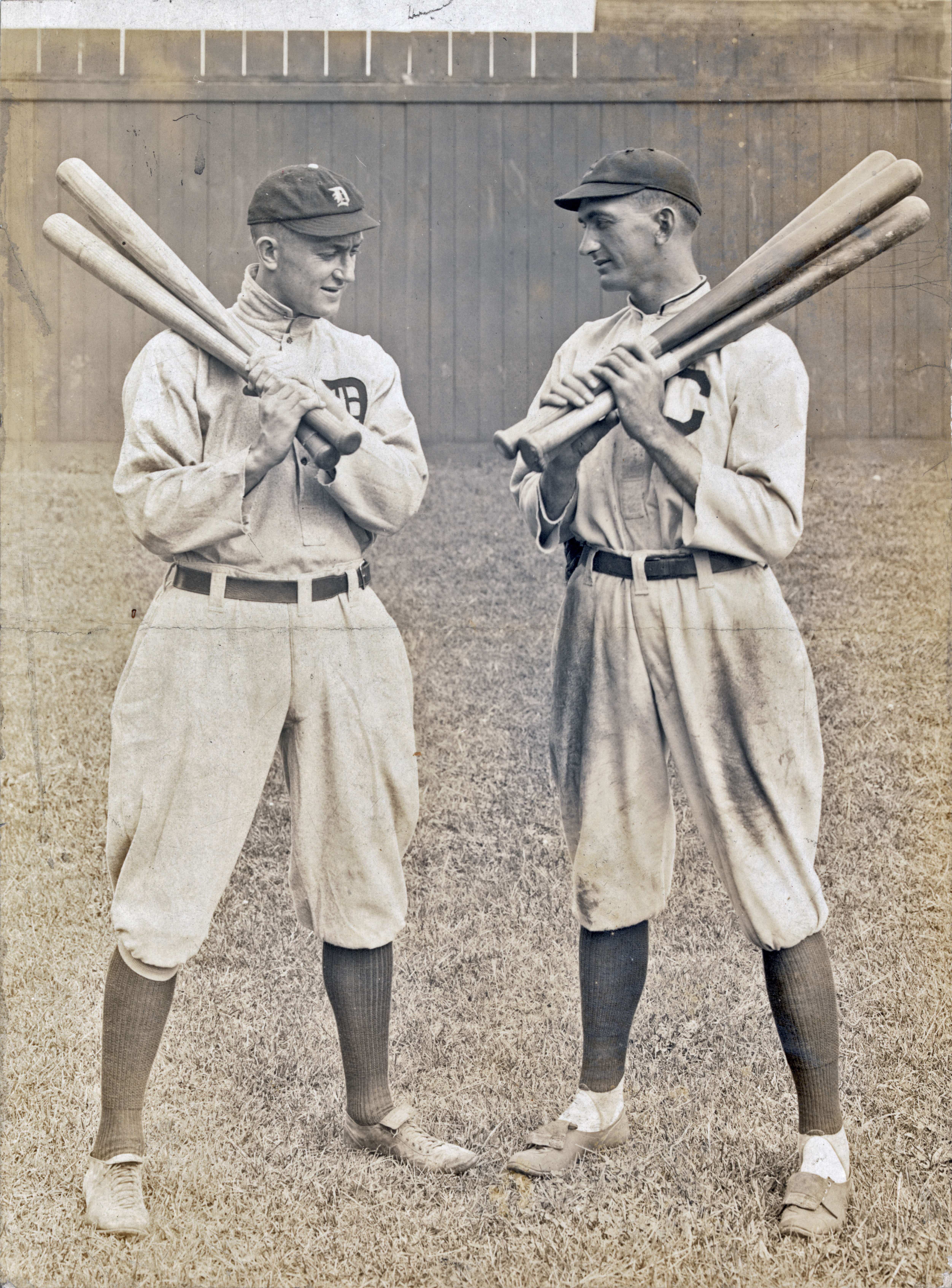
タイ・カッブ（左）とジョー・ジャクソン（右）

ホワイトソックスのオーナー、チャールズ・コミスキーが必要な経費を出さない極端な吝嗇家だったことが事件の背景にある。当時ホワイトソックスの選手たちは他のどのチームより低賃金でプレイさせられ、ついにはユニフォームのクリーニング代も選手の自腹としたため、彼らのユニフォームはトレードマークであるはずの白ソックスまで常に黒ずんでいた。そのために、彼らは八百長事件以前から「ブラックソックス」と揶揄されるありさまであった（右写真参照）。
こうした仕打ちに耐えかねていた選手たちのうち、まず賭博の主導者アーノルド・ロススタインの手下の誘いに乗り八百長に手を染めたのは正一塁手のチック・ガンディルだったといわれている。彼に誘われた者、自ら話を聞きつけて仲間に加わった者など、“シューレス・ジョー”ことジョー・ジャクソンを含む計7人の選手が、問題のシリーズで八百長を働いたとされている。他に八百長の全貌を知りながらそれを球団に報告しなかった三塁手のバック・ウィーバーを含めた8人が事件に関与したとされた。
シリーズ途中で彼らに話を持ちかけた賭博師が破産し、約束通りの報酬は得られないことがわかり、選手たちは八百長とは手を切ろうとしていた。しかし、事態はすでにマフィアも関与するところとなり、ある選手は試合で全力を出せば家族に危害が及ぶと脅迫されていたという。
問題のシリーズから約1年後、選手らは大陪審からの審問に対して八百長が存在したことを認め、大陪審は8人の選手に対する起訴評決を下した。しかしこれを受けての刑事裁判において、陪審員らは被告人らに対して同情的であり、小陪審は全ての罪状について無罪評決を下した。

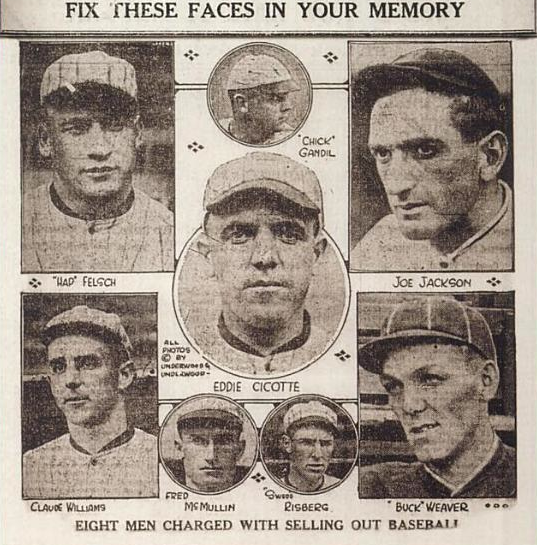
1920年10月7日付スポーティング・ニュース紙

一方、事件によって国民的スポーツとしての面目を失いかけていた米球界は、謹厳を以って知られた判事のケネソー・マウンテン・ランディスを、絶対的裁量権を有する「コミッショナー」として迎え入れる（そのため、コミッショナー制度は「ブラックソックス事件」によって生まれたといってよい）。そして、初代コミッショナーであるランディスは「陪審の評決に関係なく、八百長行為に関与した選手、また八百長行為を知りながら報告を怠った選手は『永久追放』に処する」と判断を下した。かくて事件に関与した8人は刑事責任こそ問われなかったが、メジャーリーグから永久追放の処分を受けてしまう。
一方でランディスは、同じく八百長疑惑のあった別の有名選手（例えばタイ・カッブ）たちを救済してもいる。人気選手を多数失った後のメジャーリーグの運営に配慮した形であった。また、チャールズ・コミスキーは直接には何ら処分を受けず、オーナー職にとどまることができた。後に野球殿堂入りも果たし、ホワイトソックスの本拠地球場コミスキーパークに長く名を残した。
こうした不公平感が、追放処分を受けた8選手が「悲運の8人」（アンラッキー・エイト）と呼ばれ、むしろ悲運のヒーローとして美化される事にもつながっていく。事件をモチーフに多くの文学作品、映画が生まれたこともあって、悲運の8人への同情、人気は根強く、たびたび復権嘆願が行われてきた。2025年5月13日、メジャーリーグ機構は、ピート・ローズ（監督在任中の野球賭博によって1989年に永久追放処分、2024年没）をはじめ既に故人である17名の永久追放処分対象者について、資格回復を発表。全員が故人となった8選手も含まれており、事件から100年以上を経て復権を遂げた。
なお、ホワイトソックスはこれ以降1959年までア・リーグ優勝から遠ざかり、ワールドシリーズ制覇に至っては2005年まで遠ざかっていたことから、長らく「ブラックソックスの呪い」がささやかれた。

## アンラッキー・エイト
- ジョー・ジャクソン（外野手）
- エディ・シーコット（投手）
- レフティ・ウィリアムズ（投手）
- チック・ガンディル（一塁手）
- フレッド・マクマリン（英語版）（内野手）
- スウィード・リスバーグ（英語版）（遊撃手）
- ハッピー・フェルシュ（英語版）（中堅手）
- バック・ウィーバー（英語版）（三塁手）

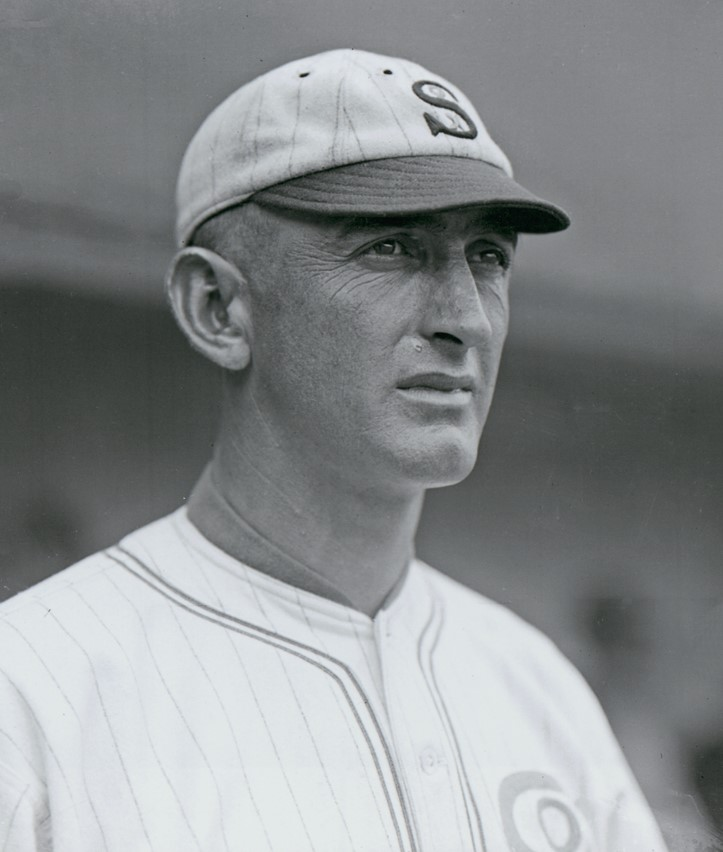
ジョー・ジャクソン
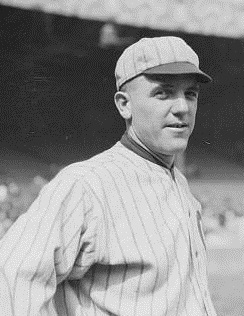
エディ・シーコット
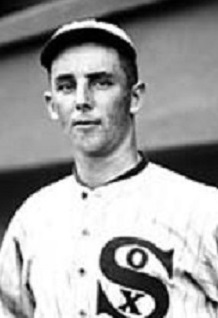
レフティ・ウィリアムズ
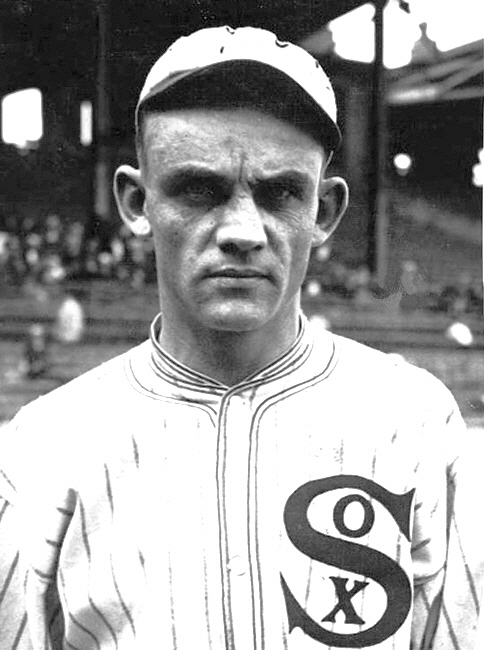
チック・ガンディル
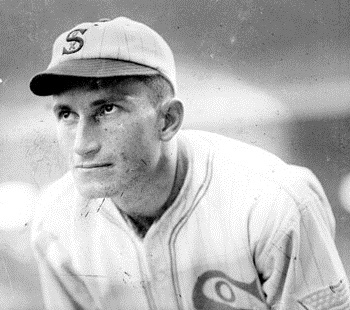
フレッド・マクマリン
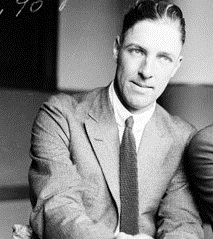
スウィード・リスバーグ
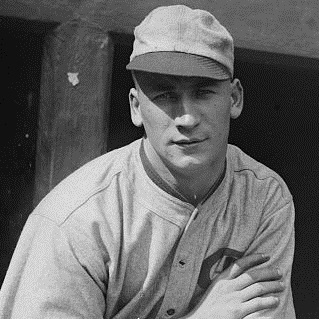
ハッピー・フェルシュ
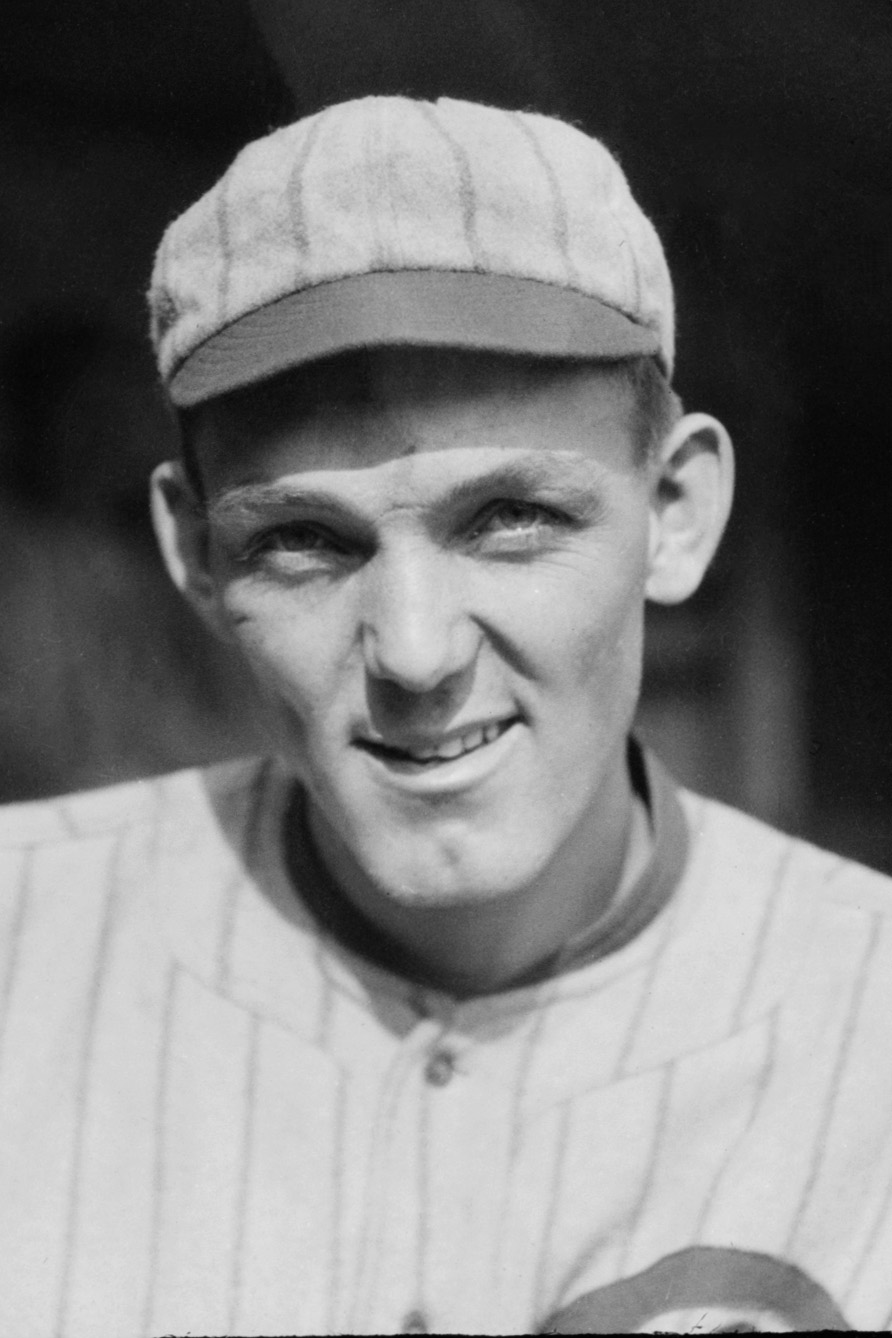
バック・ウィーバー

## 「嘘だと言ってよ、ジョー！」

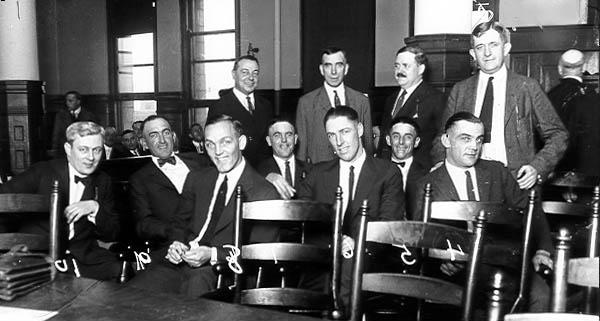
1921年6月。法廷内で笑顔を見せる選手達。左から2番目より右へかけて。ジョー・ジャクソン、バック・ウィーバー、エディ・シーコット、スウィード・リスバーグ、レフティ・ウィリアムズ、チック・ガンディル

当時のニューヨーク・タイムズが伝えるところでは、8人のなかでもっともファンから愛されていたジョー・ジャクソンが大陪審の法廷で八百長を認めて裁判所から出てきたところ、外に集まっていたファンの中にいた一人の少年が「本当じゃないよね、ジョー？」（“It ain’t true is it, Joe?”）と叫んだ。ジャクソンはこの少年に「いや坊や、残念ながらそのとおりだ」（"Yes, boy, I'm afraid it is."）と応えたという。このニュースが孫引きされて西海岸に届くころには、会話は脚色されてファンの少年は「嘘だと言ってよ、ジョー！」（"Say it ain't so, Joe!"）と叫んだことになっていた。
このフレーズ『嘘だと言ってよ！』は大リーグ史上もっとも有名なフレーズの一つとして定着し、現在にいたるまでメジャーリーグにスキャンダルが持ち上がるたびに新聞の見出しで繰り返し使われている。ただしジョー・ジャクソン本人が後年の取材に答えたところによると、彼はそもそもそんなことは言っておらず、この会話はシカゴ・デイリーニューズ（現シカゴ・サンタイムズ）のチャーリー・オーエンス記者がそっくり捏造したのだという。
アメリカ合衆国のミュージシャン、元クリーデンス・クリアウォーター・リバイバル（CCR）ジョン・フォガティの1985年のアルバムタイトル曲『センターフィールド』の2番の歌詞において、有名なベースボール・ポエム「ケイシー打席に立つ」の一節、ウィリー・メイズ、タイ・カッブ、ジョー・ディマジオといった殿堂入り中堅手の名前と共に、このフレーズが「Don't say "it ain't so"」として引用されている。ちなみに、フレーズだけで名前は登場しないジョー・ジャクソンはセンターフィールダー(中堅手)ではなく左翼手だった。

## この事件をテーマにした作品
- ノンフィクション
  - ドナルド・グロップマン著　小中陽太郎訳　『折れた黒バット ジョー・ジャクソンとブラック・ソックス事件』ベースボール・マガジン社 1984年 ISBN 4-583-02615-3
  - エリオット・アジノフ（英語版）著　『エイトメン・アウト』文藝春秋 1989年
- 小説
  - ウィリアム・パトリック・キンセラ『シューレス・ジョー』文春文庫 1989年
- 映画
  - 『エイトメン・アウト』 - 上記ノンフィクションの映画化。ジョン・セイルズ監督。レフティ・ウィリアムズが脅され、言いなりになって初回失点するシーンがあるが、後に作者のアジノフはこの場面は創作である事を認めている[5]。
  - 『フィールド・オブ・ドリームス』 - 上記小説の映画化。